# IEEE 802.1D
802.1D é o padrão IEEE MAC Bridges que inclui Bridging, Spanning Tree e outros. É padronizado pelo grupo de trabalho IEEE 802.1 . Inclui detalhes específicos para inteligar muitos outros projetos 802, incluindo os altamente empregados padrões 802.3 (Ethernet), 802.11 (Wireless LAN) e 802.16 (WiMax).
VLAN (virtual LAN) não faz parte da 802.1D, mas é especificada em 802.1Q.
Histórico de Publicação:
- 1990 - Publicação original (802.1D-1990), baseado no padrão ISO/IEC 10038
- 1998 - Versão revisada (802.1D-1998), incorporando as extensões 802.1p, P802.12e, 802.1j e 802.6k.
- 2004 — Versão revisada (802.1D-2004), incorporando as extensões 802.11c, 802.1t e 802.1w, que foram publicadas separadamente em 2001, e removendo a versão original do SaSpanning tree protocol, e em seu lugar incorporando o protocolo Rapid Spanning Tree Protocol (RSTP) da 802.1w.
- 2012 — Shortest Path Bridging, IEEE 802.1aq
- Emendas:
  - 2004 — Pequena emenda adicional ao suporte a bridging do 802.17.
  - 2007 — Pequena emenda adicional ao suporte a bridging do 802.17.